# 出口万里子
出口 万里子（でぐち まりこ、1991年1月20日 - ）は、関西棋院所属の囲碁女流棋士。東京都世田谷区出身。

## 略歴
父は囲碁愛好家で、緑星囲碁学園尾山台教室の主幹を務めており、この父から幼少時に囲碁を教えられる。緑星囲碁学園や洪清泉の洪道場で力をつける。
2003年の第24回少年少女囲碁大会中学生の部に東京都代表で出場するが、初戦で敗退。その後日本棋院院生となる。2005年12月、2006年12月と院生として女流棋士採用試験を受けるも、いずれも予選で敗退する。その後院生を退会し、2008年1月、2009年1月と外来として女流棋士採用試験を受け本戦まで進出したが、2008年1月は2勝3敗で6名中4位、2009年1月は3勝4敗で8名中6位に終わる。2009年3月には女流アマ選手権に出場し、3位4位決定戦で藤沢里菜を下し3位。
2010年2月も外来として女流棋士採用試験に臨み本戦まで進出する。計8局のリーグ戦で6戦目まで6連勝し、残りの2戦どちらかで勝てば合格という状況であったが、のちに関西棋院の同僚となる岩田紗絵加らに2連敗。藤沢里菜、出口、岩田が6勝2敗の同率で並んだが、順列規定で藤沢が上位のため、藤沢の入段となった。藤沢は11歳6か月での入段であり、当時の史上最年少記録。
2010年3月の女流アマ選手権では、元院生でのちに関西棋院の同僚となる飛田早紀に敗れ、準優勝。 6月8日、関西棋院の研修棋士試験碁を受け、小野田拓弥に中押勝の内容が認められ、8月1日付で研修棋士として入段。関西棋院では、1989年に榊原史子が18歳6か月で入段して以来、21年ぶりの10代で入段の女流棋士となった。
研修棋士としての採用であったが、2016年9月の勝利で規定により正棋士となった。

## 昇段履歴
- 2010年8月1日 初段（関西棋院）
- 2024年2月2日 二段